# Onishi Masayuki
Onishi Masayuki (大西昌之) (sinh ngày 5 tháng 7 năm 1977) là một cựu cầu thủ bóng đá người Nhật Bản.

## Thống kê của câu lạc bộ
| Thành tích câu lạc bộ | Thành tích câu lạc bộ | Thành tích câu lạc bộ | VĐQG | VĐQG | Cúp          | Cúp          | League Cup    | League Cup    | Tổng    | Tổng    |
| Mùa                   | Câu lạc bộ            | Giải                  | Trận | Bàn  | Trận         | Bàn          | Trận          | Bàn           | Trận    | Bàn     |
| Nhật Bản              | Nhật Bản              | Nhật Bản              | VĐQG | VĐQG | Cúp Hoàng đế | Cúp Hoàng đế | J. League Cup | J. League Cup | Toàn bộ | Toàn bộ |
| --------------------- | --------------------- | --------------------- | ---- | ---- | ------------ | ------------ | ------------- | ------------- | ------- | ------- |
| 2000                  | Yokohama F. Marinos   | J. League 1           | 0    | 0    |              |              |               |               |         |         |
| Năm 2001              | Albirex Niigata       | J. League 2           | 13   | 0    |              |              |               |               |         |         |
| Quốc gia              | Nhật Bản              | Nhật Bản              | 13   | 0    |              |              |               |               |         |         |
| Toàn bộ               | Toàn bộ               | Toàn bộ               | 13   | 0    |              |              |               |               |         |         |